# گوسفند سنگسری
گوسفند سنگسری نوعی نژاد منحصر بفرد از دام سنگسری و از انواع نژاد گوسفند گوشتی در ایران است. خاستگاه گوسفند سنگسری مراتع عشایر ایل سنگسر در شهرستان مهدیشهر و تعدادی از استان‌های همسایه‌ است.
نژاد گوسفند سنگسری، به دلیل ظرافت, قدرت زیاد و مقاومت در مقابل عوامل محیطی، مورد توجه محققین قرار گرفته‌است بطوری که این نژاد موضوع چند پایان‌نامه دانشگاهی بوده‌است. 
همچنین گوسفندان سنگسری از حیث پرواری بی‌نظیراند و محصول گوشت آن‌ها تقریباً ٪۶۰ وزن گوسفند پیش از ذبح شدن است.

## جمعیت
جمعیت نژاد گوسفند سنگسری حدود ۱۰۰۰۰۰ راس تخمین زده می‌شود که در استانهای مختلف کشور پراکنده شده‌اند. 

## شکل ظاهری و جثه
گوسفند سنگسری نژادی گوشتی و ریزجثه‌است و تنوع رنگ در این نژاد بسیار زیاد است. بطوری که رنگ گوسفندان این نژاد از قهوه‌ای کاملاً روشن تا قهوه‌ای کاملاً تیره متغیر است.
همچنین در این نوع نژاد، قوچ‌ها و میش‌های فاقد شاخ هستند و گوسفندان، دنباله آن‌ها آویزان نیست و بسیار کوتاه می‌باشد .